# Millepertuis à sous
Hypericum nummularium
Espèce
Classification APG III (2009)
Le Millepertuis à sous ou Millepertuis nummulaire (Hypericum nummularium) est une espèce de plantes à fleurs de la famille des Clusiaceae selon la classification classique, ou des Hypericaceae selon la classification phylogénétique.

## Dénomination
- Synonyme : Hypericum nummulariifolium Bubani
- Autres noms communs : Vulnéraire, Vulnéraire des Chartreux.

## Description
Petite plante vivace rampante, à tiges dressées, la Vulnéraire des Chartreux est un millepertuis d’aspect original, à touffes d’environ 10 à 20 cm, pendantes ou parfois étalées en rosette sur les parois calcaires de montagne. Les tiges au nombre de trois ou quatre, ligneuses, non velues, presque rampantes, grêles, sont feuillées sur toute leur longueur, les limbes ovales ou presque ronds sont opposés deux par deux, glauques dessous avec deux points noirs près du bord. Chaque tige se termine par quelques fleurs jaune doré parfois veinées de rouge, diamètre 20 à 30 mm, en corymbe ou solitaires, à cinq pétales assez grands trois à quatre fois plus longs que le calice, cinq sépales et de nombreuses étamines. Le fruit est une capsule. La plante est très aromatique à l’état sec, son odeur est très spéciale, celle de la coumarine, légèrement balsamique, à la fois délicat et subtil.
Floraison de juin à septembre.

## Habitat
La vulnéraire est une endémique des Pyrénées et du massif de la Chartreuse dans les Alpes, de 500 à 2 500 m sur rochers calcaires, parois ou éboulis fixés, crevasses, exposés au sud-ouest. Elle pousse en général à l'abri de ces rochers calcaires, parfois dans les renfoncements produits par l'érosion de la neige qui creuse le calcaire lors de la fonte. On dit que ses racines produisent un acide capable de creuser la roche calcaire. Ce serait de cette combinaison chimique du calcaire et de l'acide que naîtrait l'arôme si particulier de la vulnéraire. En Chartreuse (Isère), elle peuple le karst, paysage de lapiaz (ou lapié), résultat de la prédominance de l’érosion chimique des roches calcaires.

## Usage
On procède à sa cueillette au début de la floraison : on coupe la tige entière, en ayant bien soin de ne pas arracher les racines.
La décoction de cette plante servira à confectionner de délicieuses tisanes aux vertus antispasmodiques, régulatrices du cycle sanguin et tonique également. Elle est souveraine contre les refroidissements. Comme son nom l'indique, elle a un pouvoir cicatrisant.
Elle compte parmi les plantes mystérieuses qui servent à l'élaboration de la liqueur réputée des moines de la Grande Chartreuse.

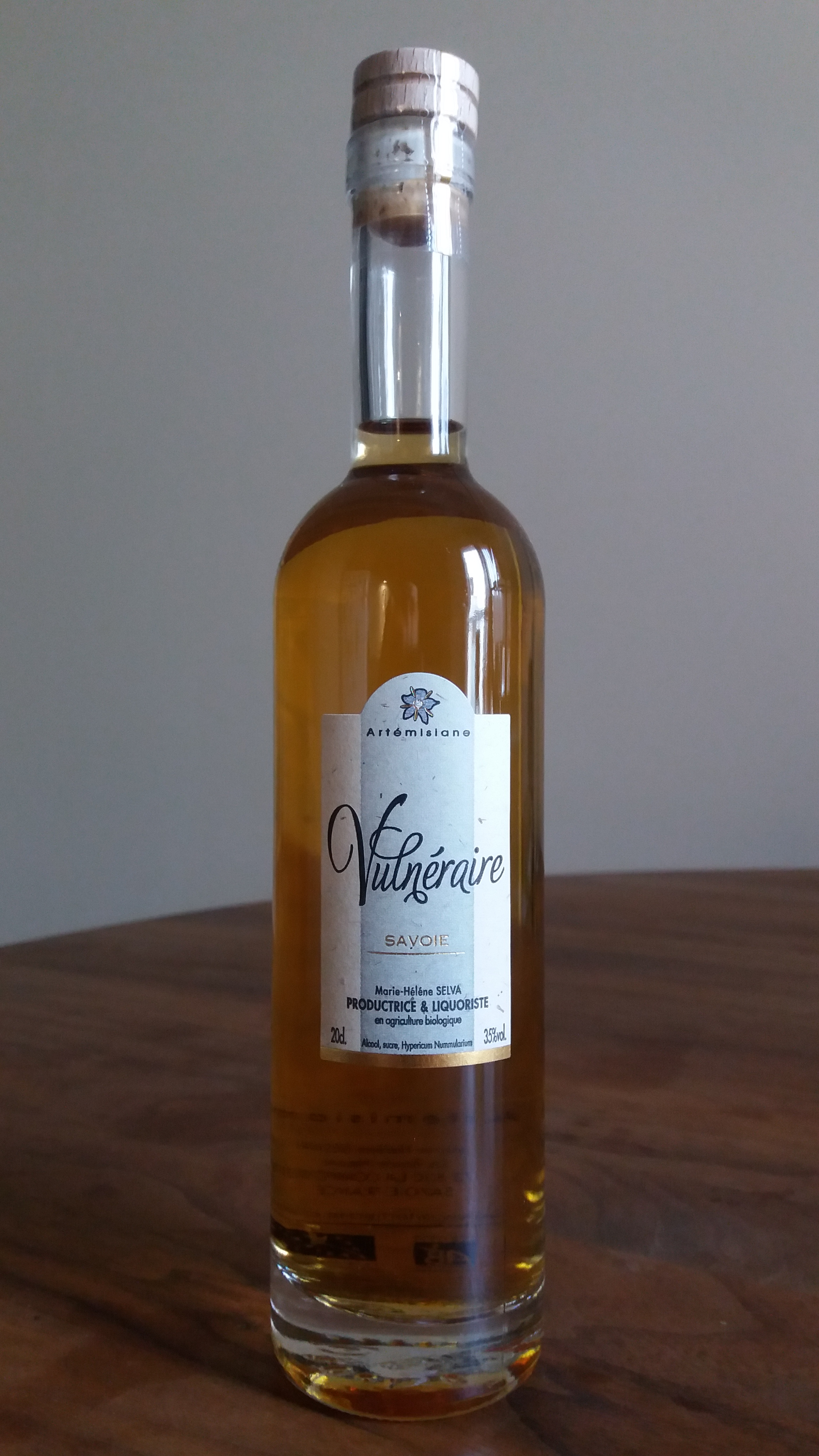
Liqueur de vulnéraire.

Mais on l’utilise aussi depuis de longues générations comme herbe noble à liqueur.
Recettes : faire macérer durant quinze jours au soleil dans de l’alcool à raison de 100 g de brins fleuris et 50 g de sucre par litre (ajouter le sucre préalablement fondu dans un demi verre d’eau et porté à ébullition). Mais en mettant dans une bouteille 40 brins dans un litre d'eau-de-vie, on obtient une excellente liqueur ; la plante entière, feuilles et boutons compris, reste dans l'eau de vie pendant des années, sans sucre, et le vieillissement produit un adoucissement de la liqueur ; elle n'est "prête" qu'après deux ou trois ans et excellente pendant des années.

## Réglementation
La vulnéraire des chartreux est une plante protégée par arrêté préfectoral. En Isère il n'est autorisé de cueillir que « 100 brins au total par personne qui devront être coupés avec un sécateur ou des ciseaux » afin de la préserver ( arrêté préfectoral 2010-06151 p.175) ou une poignée par personne et par jour dans la reserve naturelle des Hauts de Chartreuse (  octobre 1997, article 8)